# Estádio Mané Garrincha (Rio de Janeiro)
Het 'Estádio Mané Garrincha is een voetbalstadion in Deodoro, een wijk van Rio de Janeiro en was de thuisbasis van Botafogo FR. 

## Geschiedenis
Het terrein behoorde eerst toe aan SC União, een club die in 1915 opgericht werd. In 1922 ging hier het stadion open. 
In 1977 en 1978 werd het stadion grondig gerenoveerd voor nieuwe bespeler Botafogo. Het nieuwe stadion werd ingehuldigd op 22 oktober 1978 met een wedstrijd tussen Botafogo en Portuguesa da Ilha. De laatste wedstrijd die Botafogo er speelde vond plaats in 1986. 
Tegenwoordig speelt de jeugd van Botafogo nog in het centrum. 
Topschutter van het stadion is Mendonça. 